# Jeff Leslie
Jeff Leslie (nascido em 11 de dezembro de 1952) é um ex-ciclista australiano que competiu nos Jogos Olímpicos de Verão de 1984, representando a Austrália.